# Synagoga w Ivanovicach na Hané
Synagoga w Ivanovicach na Hané (cz. Synagoga v Ivanovicích na Hané) – synagoga znajdująca się w Ivanovicach na Hané.
Synagoga została zbudowana w XVIII wieku. Podczas II wojny światowej została zniszczona przez hitlerowców. 12 października 1952 roku została przejęta przez Czechosłowacki Kościół Husycki i zaadaptowana na potrzeby świątyni tej wspólnoty.